# Tommaso Martinelli
Tommaso Maria Martinelli (4 de fevereiro de 1827 - 30 de março de 1888) foi um cardeal da Igreja Católica Romana que serviu como prefeito da Congregação dos Ritos .

## Biografia
Tommaso Martinelli nasceu na paróquia de Sant'Anna, Lucca como filho de Cosma Martinelli e Maddalena Pardini. Era irmão do Cardeal Sebastiano Martinelli 
Entrou na Ordem dos Eremitas de Santo Agostinho (Agostinianos) em Lucca em 1842 e professou em 19 de abril de 1844.
Foi ordenado em 22 de dezembro de 1849 em Roma. Foi professor no mosteiro e colégio de Santo Agostinho, em Roma, e serviu como regente de estudos da escola em setembro de 1855. Tornou-se professor assistente de Escritura na Universidade La Sapienza, em Roma, em 1856. Foi professor titular de 1862 a 1870. Ele visitou a Bélgica, Holanda, Irlanda, Baviera e Boêmia com o superior geral da ordem em 1862. Foi consultor da Congregação do Index em 1864. Foi teólogo no Concílio Vaticano Ide 1869 a 1870.
Foi criado Cardeal-Diácono de S. Giorgio em Velabro pelo Papa Pio IX no consistório de 22 de dezembro de 1873. Foi nomeado Prefeito da Congregação dos Estudos em 12 de março de 1874. Optou pela ordem dos cardeais sacerdotes e pelo título de Santa Prisca em 17 de setembro de 1875. Foi nomeado Prefeito da Congregação dos Ritos em 18 de outubro de 1877. Participou do conclave de 1878 que elegeu o Papa Leão XIII . Permaneceu na Congregação para os Ritos até ser nomeado Prefeito da Congregação do Index em 15 de julho de 1878. Serviu como Camerlengo do Sagrado Colégio dos Cardeais de 15 de março de 1883 até 24 de março de 1884.
Ele optou pela ordem dos cardeais bispos, tomando a sé suburbicária de Sabina em 24 de março de 1884.
Ele morreu em 1888, às 6h45 em Roma , após uma breve doença. Seu corpo foi exposto na igreja de S. Agostino, Roma, onde o funeral ocorreu no dia 4 de abril às 10 horas. A absolvição final foi dada pelo Cardeal Carlo Sacconi, Decano do Sagrado Colégio dos Cardeais; dezoito cardeais também estavam presentes; os restos mortais foram enterrados na capela de sua ordem no cemitério de Campo di Verano.

## Link Externo
- Catholic-Hierarchy